# Pikes Peak
Pikes Peak (původně Pike's Peak) je hora o nadmořské výšce 4302 m v předhůří Skalnatých hor v rezervaci Pike National Forest, 16 kilometrů západně od města Colorado Springs v okrese El Paso County v americkém státě Colorado.
Původně byl španělskými přistěhovalci nazýván jako El Capitan („kapitán“), později byl přejmenován na „Pike's Peak“ po badateli Zebulonu Pikeovi, který v roce 1806 vedl výpravu do oblasti dnešního jižního Colorada. Arapažský název vrchu je heey-otoyoo' („dlouhý vrch“).
Pikes Peak je jedním z 88 fourteeners USA, tedy vrcholů, které jsou vyšší než 14 000 stop – tj. 4267 m. Jeho vrchol se vypíná do výšky 2600 metrů nad městem Colorado Springs.

## Pikes Peak dnes
Na vrchu se nachází několik zařízení pro návštěvníky, včetně restaurace a dárkových prodejen. Na vrchol vede ozubnicová železnice Manitou and Pike 's Peak Railway vedoucí z Manitou Springs, automobilem je možné využít 31 kilometrů dlouhou cestu Pikes Peak Highway, která začíná ve městě Cascade. Cestu, která je od října 2011 vyasfaltovaná, proslavil film Climb Dance, ve kterém závodník Ari Vatanen na Peugeotu 405 Turbo 16 GR projíždí nebezpečné serpentiny, ale i každoroční závody automobilů do vrchu Pikes Peak International Hill Climb.

## Galerie

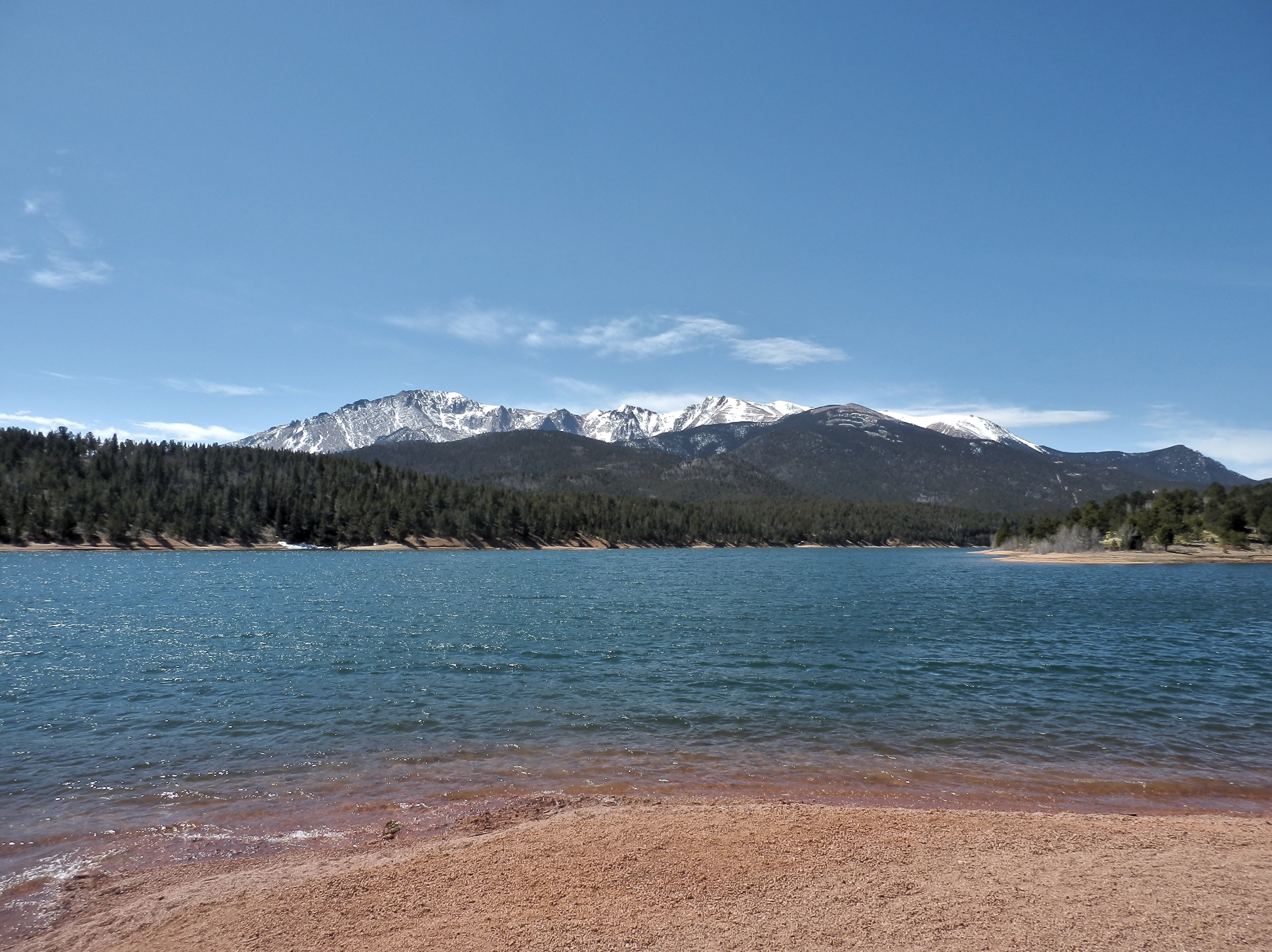
Pikes Peak
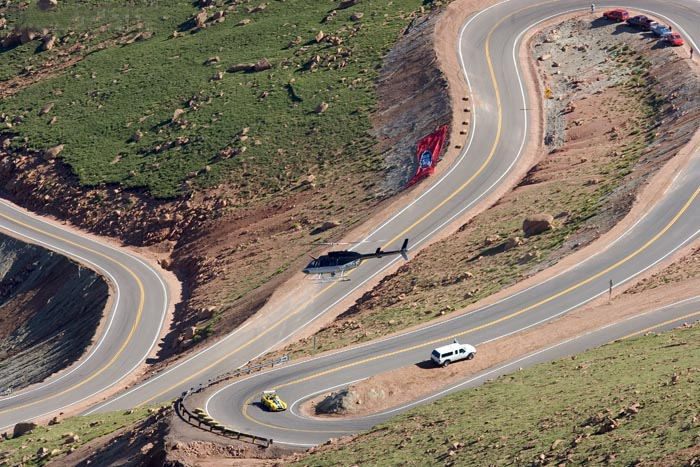
Randy Schranz během závodu Pikes Peak International Hill Climb v roce 2007
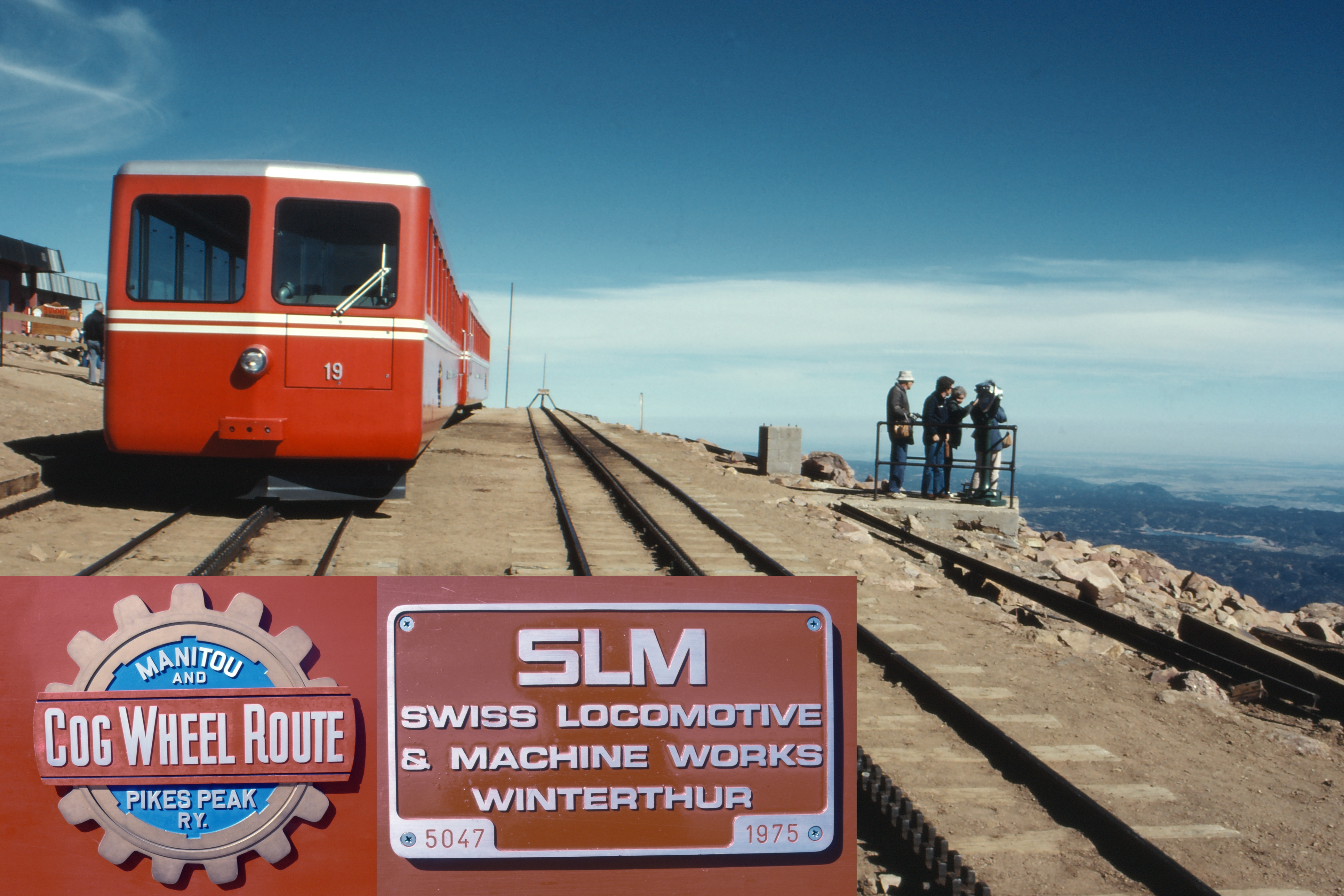
Manitou and Pike's Peak Railway v roce 1987